# Андерссон, Якоб
Якоб Андерссон (швед. Jakob Andersson; род. 29 июля 2002, Карлскуга, Эребру) — шведский футболист, полузащитник клуба «Дегерфорс».

## Клубная карьера
Начинал заниматься футболом в клубе «Карлскуга», где выступал за детские и юношеские команды. В 2018 году игрок перебрался в академию «Дегерфорса», где дорос до основной команды. 18 августа 2021 года впервые попал в заявку клуба на матч второго квалификационного раунда кубка Швеции со «Слейпнером». Встреча завершилась с разгромным счётом 8:1, а Андерссон в середине второго тайма заработал предупреждение. 11 сентября подписал профессиональный контракт с клубом, рассчитанный на два с половиной года. 27 сентября дебютировал в составе «Дегерфорса» в чемпионате Швеции, выйдя на замену на 80-й минуте матча очередного тура с АИК вместо Абдельрахмана Саиди.

## Клубная статистика
| Выступление      | Выступление      | Выступление      | Лига | Лига | Кубки | Кубки | Конт. кубки | Конт. кубки | Итого | Итого |
| Клуб             | Лига             | Сезон            | Игры | Голы | Игры  | Голы  | Игры        | Голы        | Игры  | Голы  |
| ---------------- | ---------------- | ---------------- | ---- | ---- | ----- | ----- | ----------- | ----------- | ----- | ----- |
| Дегерфорс        | Аллсвенскан      | 2021             | 1    | 0    | 0     | 0     | 0           | 0           | 1     | 0     |
| Дегерфорс        | Итого            | Итого            | 1    | 0    | 0     | 0     | 0           | 0           | 1     | 0     |
| Всего за карьеру | Всего за карьеру | Всего за карьеру | 1    | 0    | 0     | 0     | 0           | 0           | 1     | 0     |